# Shadowhunters - Signora della mezzanotte
Shadowhunters - Signora della mezzanotte è un libro urban fantasy scritto da Cassandra Clare ed è stato pubblicato l'8 marzo 2016. È il primo libro della saga Shadowhunters - Dark Artifices e narra degli avvenimenti seguenti a quelli avvenuti in Shadowhunters - The Mortal Instruments.

## Trama
(Julian Blackthorn a Emma Carstairs)
La storia si svolge a Los Angeles nel 2012 e narra le vicende seguenti alla Guerra contro Sebastian e gli Ottenebrati presentata in precedenza in The Mortal Instruments.
Sono passati cinque anni dalla fine della Guerra oscura ed Emma Carstairs non è più una bambina ma una giovane donna pronta a tutto pur di scoprire cosa o chi uccise i suoi genitori. Accompagnata da Julian, il suo parabatai, Emma cercherà di scoprire cosa si cela dietro alla piaga demoniaca che sta colpendo la costa di Santa Monica però trovandosi ad affrontare i suoi sentimenti nei confronti dell'amico.
La Famiglia Blackthorn indagherà sul fatto che una strana setta sta lasciando una scia di corpi rovinati da oscuri segni che sembrano essere legati a uno oscuro rito di Negromanzia.

## Personaggi
- Emma Carstairs: è una Shadowhunter di 17 anni pronta a tutto per scoprire chi ha ucciso i suoi genitori e poterli così vendicare.
- Julian Blackthorn: è uno Shadowhunter di 17 anni. Si è preso cura dei suoi fratelli fin da quando i suoi genitori sono morti durante la Guerra Oscura. È il parabatai di Emma.
- Mark Blackthorn: è per metà fata e per metà Shadowhunters. Viene abbandonato nella Caccia Selvaggia dal Conclave per il crimine di essere un mezzosangue. Le fate lo useranno come merce di scambio per ottenere l'aiuto degli Shadowhunters dell'istituto di Los Angeles.
- Cristina Rosales: è Shadowhunter facente parte dell'Istituto di Città del Messico. Diviene la migliore amica di Emma.
- Diana Wrayburn: è la tutor dell'Istituto di Los Angeles.
- Arthur Blackthorn: è il Capo dell'istituto di Los Angeles. Ha dei problemi di comprensione dello spazio e del tempo a causa delle torture subite nel mondo delle fate.
- Diego Rosales: è un Centurione proveniente da Città del Messico.
- Gli Altri Blackthorn: Tiberius, Livia, Drusilla e Octavian.
- Kieran: è il principe della coorte Unseelie e membro della Caccia Selvaggia. Amante di Mark Blackthorn.
- Malcolm Fade: è il Sommo Stregone di Los Angeles.
- Johnny Rook: è il Venditore di informazioni del Mercato delle Ombre di Los Angeles.

## Capitoli
I 27 titoletti presenti nel libro sono derivati da parti di versi (senza però un ordine preciso) della poesia Annabel Lee di Edgar Allan Poe. I capitoli contenenti il nome della città e l'anno sono flashback di determinati momenti del passato.
Prologo
1. Un sepolcro in questo regno
2. E nemmeno gli angeli su nel cielo
3. Giacché mai raggia la luna che non mi porti sogni
4. E fu per questo
5. Idris, 2007, Guerra Oscura
6. Nobili parenti
7. Altri di noi più savi
8. In riva al mare risonante
9. Un gran vento soffiò da una nube
10. Regno in riva al mare
11. Io ero un bimbo e lei una bimba
12. Viveva una fanciulla
13. Ma molto era più forte
14. La Caccia Selvaggia, alcuni anni prima
15. Con non altro pensiero
16. Fulgenti occhi
17. Gli angeli, non sì felici in cielo come noi
18. Al fianco
19. I demoni dentro al profondo male
20. Idris, 2009
21. Nelle notti
22. Raggelando e uccidendo
23. Los Angeles, 2008
24. Molto Tempo Fa
25. Un vento soffiò
26. Altri di noi più grandi
27. Amarmi ed essere amata
28. Col nome chiamerete di Annabel Lee
29. Sepolcro in riva al mare
30. Gli alati serafini in cielo
31. Separate la mia anima
32. Epilogo

## Edizioni
- Cassandra Clare, Shadowhunters - Dark Artifices. Signora della mezzanotte, traduzione di M. Carozzi, collana Chrysalide, Arnoldo Mondadori Editore, 2016, formato rilegato, 695 pagine, copertina Rigida, ISBN 8804668415[2].
- Cassandra Clare, Shadowhunters - Dark Artifices. Signora della mezzanotte, traduzione di M. Carozzi, collana Chrysalide, Arnoldo Mondadori Editore, 2016, formato rilegato, 695 pagine, copertina flessibile, ISBN 8804675934[3].

## Contenuti speciali
Nell'edizione limitata italiana con copertina rigida è presente:
- Un capitolo aggiuntivo intitolato La festa di fidanzamento
- Una runa disegnata sul retro della copertina.

Il libro in edizione limitata ha delle dimensioni diverse rispetto alla versione standard.
Le prime edizioni inglesi con copertina rigida includono al loro interno anche:
- Una runa timbrata a mano da Cassandra Clare.
- Il racconto A long Conversation[6].
- Un'immagine illustrata di Cassandra Jean.
- La mappa di Los Angeles con segnati tutti i luoghi soprannaturali.

## Informazioni aggiuntive
- Il titolo si riferisce ad Annabel Blackthorn, che è riconosciuta con il nome di Signora della Mezzanotte nel folklore degli Shadowhunters.
- Nel libro si fa riferimento a Edgar Allan Poe e al suo poema Annabel Lee. Nel corso della storia si viene a scoprire che l'autore, con i suoi celebri versi, racconta la tragica storia vissuta da Annabel Blackthorn.
- Il libro è ambientato durante l'agosto del 2012. Inizialmente la scrittrice scelse per questo anno[7] per poi spostarlo momentaneamente nel 2013 e decidere infine di ambientarlo nel 2012[8].
- Inizialmente il libro doveva essere diviso in parti. La prima si sarebbe dovuta chiamare Acciaio e Temperamento come l'iscrizione impressa sulla spada Cortana[9].
- Il titolo viene anche citato nell'omonima canzone di Leonard Cohen[10].
- La narrazione del libro è assunta da più personaggi: Emma, Julian, Cristina, Kit, Mark e, per un breve lasso di tempo, Annabel.

## Critica
Il libro è stato apprezzato dal 97% degli utenti di Google. L'opera ha ricevuto molte recensioni positive, tra le quali possiamo trovare: quella di Leggere Romanticamente che ha analizzato la capacità di Cassandra Clare di riuscire " a creare personaggi più profondi e dalle mille sfaccettature, ma riesce anche a intrecciare tutte le vicende e le storie personali dei personaggi principali in un mondo che si muove secondo regole precise e complicate." e anche quella di Qlibri che ha definito " questa costante presenza di sentimenti forti, durevoli, a lieto fine in alcuni casi, irrealizzabili in altri." come a qualcosa che colpisce il lettore e rende il libro così apprezzato dai lettori.